# Teatro – Musiktheater für junges Publikum
'teatro' ist eine freie Theatergruppe mit Sitz in Wien und Niederösterreich.

## Geschichte
1999 als kleine Kulturinitiative auf einem Bauernhof im südlichen Niederösterreich gegründet, präsentiert teatro heute seine Produktionen auf Bühnen in Wien und Niederösterreich. Charakteristisch für teatro ist die Zusammensetzung des Ensembles: Bis zu 40 Kinder, Jugendliche, erwachsene Laien und professionelle Schauspieler und Sänger bringen die Musicals gemeinsam auf der Bühne.
Neben einer großen Uraufführung im Sommer, für die jedes Jahr ein Musical nach Stoffen aus Märchen bzw. Kinderliteratur komponiert und inszeniert wird, veranstaltet teatro viermal jährlich Musicalworkshops in Schönau an der Triesting und bildet in den beiden ganzjährig laufenden Musicalkursen m.a.t. (musical academy teatro) sowie m.a.b. (musical academy brigittenau) mit jährlichen öffentlichen Abschlussaufführungen Kinder und Jugendliche in den Bereichen Schauspiel, Tanz und Gesang aus.
Weiters arbeitet teatro auch mit Menschen mit besonderen Bedürfnissen und realisiert regelmäßig Theaterproduktionen in Kooperation mit Schulen.

## Leitung
- Gründer von teatro und künstlerischer Leiter ist Norberto Bertassi, Musicaldarsteller und Regisseur
- Musikalischer Leiter und Komponist der Musicals seit 2008 ist Walter Lochmann, Dirigent, Komponist, Arrangeur und Pianist
- Choreographie obliegt Kathleen Bauer, Musicaldarstellerin, Choreographin und Fernsehschauspielerin
- Texte der Uraufführungen seit 2009 stammen von Norbert Holoubek, Schauspieler, Musicaldarsteller und Schriftsteller

## Spielorte
- Stadttheater Wiener Neustadt: 2004–2006
- Kindersommerspiele Herzogenburg: 2005
- Schloss Katzelsdorf: 2006/2007
- Bettfedernfabrik Oberwaltersdorf: 2008–2010
- Wiener Stadthalle 2008,[1] 2010[2]
- Stadttheater Mödling: seit 2011[3]
- Wiener Musikverein: 2012

## Produktionen
- Der kleine Prinz (2000)
- Schneewittchen (2001)
- Aschenputtel (2002)
- Pinocchio (2003)
- Momo (2004)
- Das hässliche Entlein remixed (2005)
- Die Geggis reloaded (2006)
- Das kleine Ich-bin-ich (2007)
- Die Konferenz der Tiere (2008)
- Sara, die kleine Prinzessin (2009)
- Sommernachtstraum (2010)
- Der Zauberer von Oz (2011)
- Das Dschungelbuch – Mogli rettet den Urwald (2012)
- Oliver Twist (2013)
- Romeo und Julia – die neue Welt (2014)
- Peter Pan – forever young (2015)
- Die Weihnachtsgeschichte (A Christmas Carol) – (2015)
- Pinocchio – Superstar (2016)
- Alice im Wunderland (2018)
- Tom Sawyer und Huckleberry Finn (2021)
- Das Lied der Nibelungen (2024)

## Auszeichnungen
Bereits im Jahr 2003 erhielt die Gruppe den Ideenpreis des NÖ Dorf- und Stadterneuerung in der Kategorie von Jugend für Jugend.